# Mangrovebossen van Oost-Afrika
De mangrovebossen van Oost-Afrika (Engels: East African mangroves) vormen een ecoregio in de Oost-Afrikaanse landen Mozambique, Tanzania, Kenia en Somalië.

## De ecoregio
De ecoregio bestaat uit verspreide mangrovebossen en moerassen langs de kust van Oost-Afrika, grenzend aan de Indische Oceaan. Er zijn mangrovebossen langs de kustlijn en bij riviermondingen. In de mangrovebossen bij riviermondingen worden meer soorten aangetroffen, vanwege de getijden en omdat deze bossen dieper landinwaarts uitstrekken. De grootste gebieden met mangrovebossen bevinden zich in de delta's van de Zambezi in Mozambique en de Rufiji in Tanzania, waar tot 50 km. landinwaarts bossen aangetroffen kunnen worden.
De ecoregio heeft een vochtig tropisch klimaat en kent twee moessonseizoenen, de noordoost-moesson en de zuidoost-moesson. Deze moessonwinden blazen in de richting van het Afrikaanse vasteland en hebben invloed op de sterke zeestromingen. Zo veroorzaakt de zuidoostmoesson, die optreedt in de maanden tussen april en oktober perioden met zware regenval, een stevige wind en golven. Jaarlijks valt er gemiddeld tussen de 750 en 1500 mm. regen. De hoogste neerslagsommen vallen in het zuiden van Kenia en het noorden van Tanzania.

## Flora

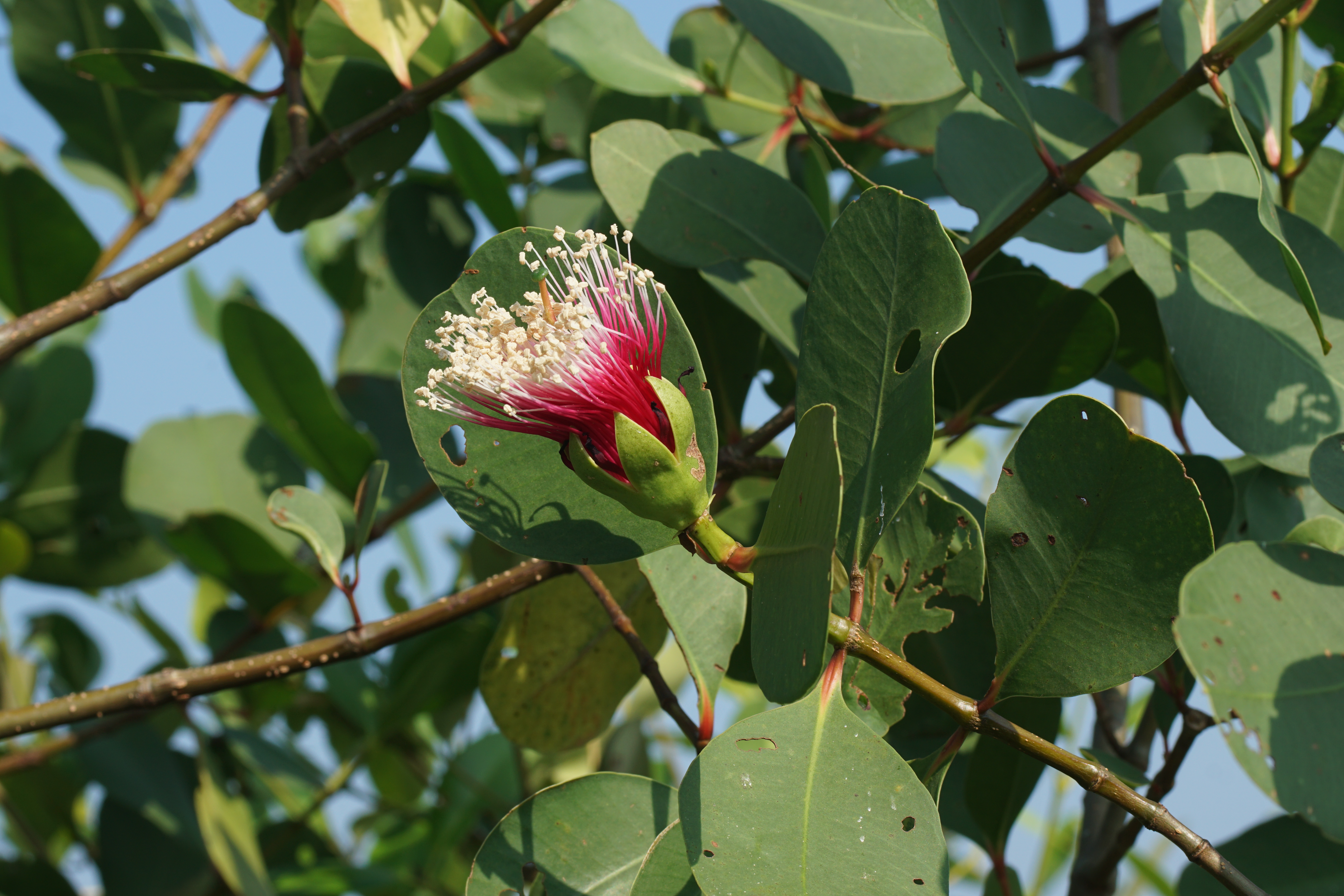
Bloem van de Sonneratia alba

In tegenstelling tot de mangrovebossen van Centraal-Afrika langs de kusten van West-Afrika, kent de mangrovebossen van Oost-Afrika een grotere verscheidenheid aan plantensoorten. Er komen 8 soorten mangroven voor. Zo groeit de soort Avicennia marina op zandige bodems, Rhizopora mucronata op modderige bodems langs rivieren en kreken, Ceriops tagal in drogere gebieden, Bruguiera gymnorhiza in nattere gebieden en de soorten Lumnitzera racemosa en Xylocarpus granatum in het brakke water aan de landzijde. In de mangrovebossen langs de kustlijn is Sonneratia alba een pioneersoort, naast de soort Heritiera littoralis en soorten uit het geslacht Bruguiera.

## Fauna
De mangroven zijn een belangrijke habitat voor verschillende soorten dieren, zoals vis, schaal- en weekdieren in het water, slangen en apen (zoals de apensoort Cercopithecus albogularis) in de bomen en antilopen en olifanten en Afrikaanse buffels langs de randen van de moerassen waar ze komen om te grazen. Grotere dieren die komen in de moeraswateren om zich te voeden zijn nijlpaarden, soepschildpadden (Chelonia mydas), karetschildpadden (Eretmochelys imbricata), dwergschildpadden (Lepidochelys olivacea), bruinvissen en belangrijke populaties van de bedreigde doejong (Dugong dugon).
Veel mangrovebossen bevinden zich in de nabijheid van koraalriffen. Deze koraalriffen zorgen voor beschutting van de mangrovebossen tegen getijden en stormen en de mangrovebossen zorgen voor voedsel voor de talrijke vissoorten, garnalensoorten en andere mariene fauna die leven in de koraalriffen. Verder zijn de mangrovebossen een belangrijk voedselgebied voor trekvogels zoals de krombekstrandloper (Calidris ferruginea), kleine strandloper (Calidris minuta) en de reuzenstern (Hydroprogne caspia), watervogels zoals de krabplevier (Dromas ardeola), Afrikaanse nimmerzat (Mycteria ibis) en de malachietijsvogel (Corythornis cristatus) en zeevogels zoals de Dougalls stern (Sterna dougallii).

## Galerij

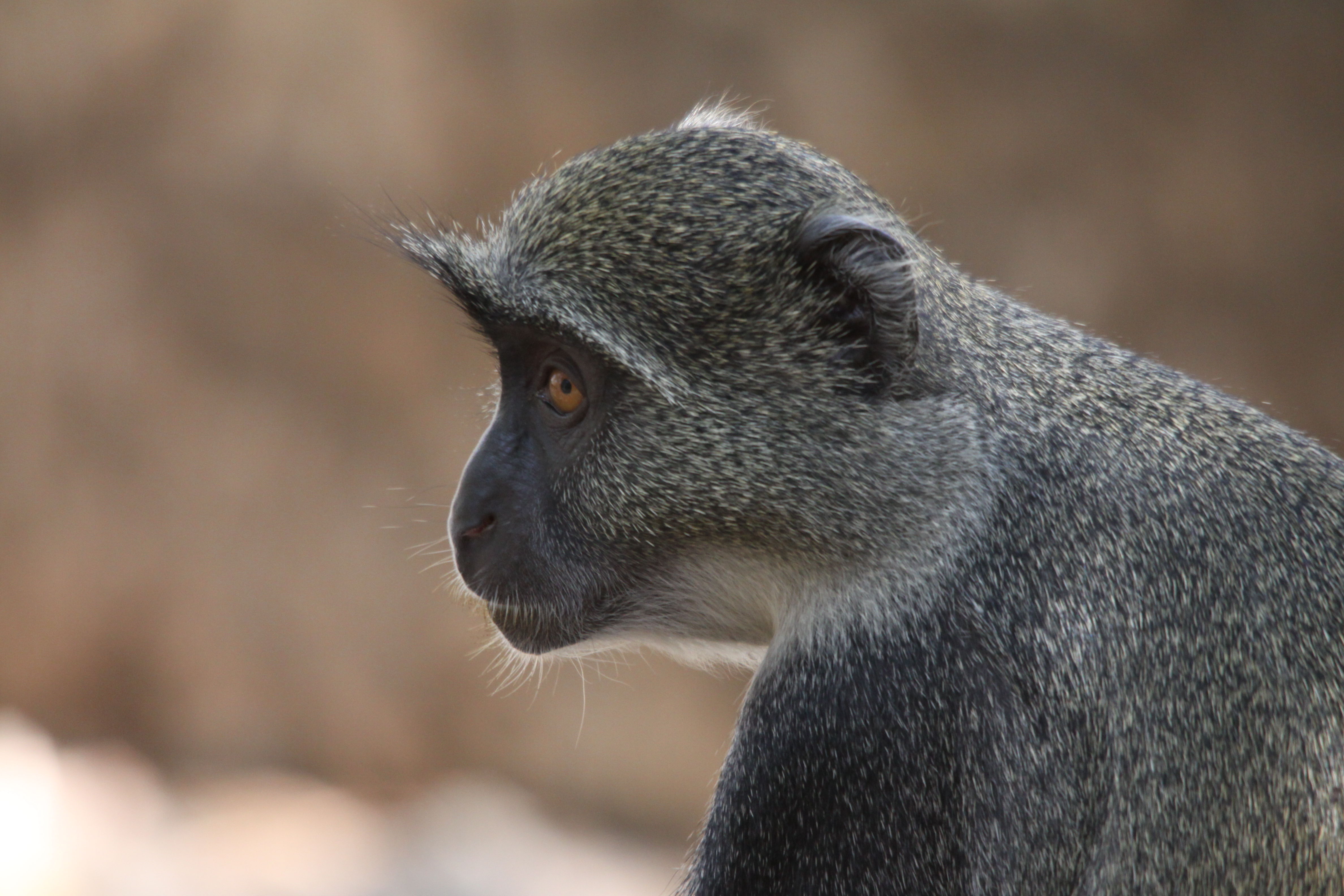
Cercopithecus albogularis
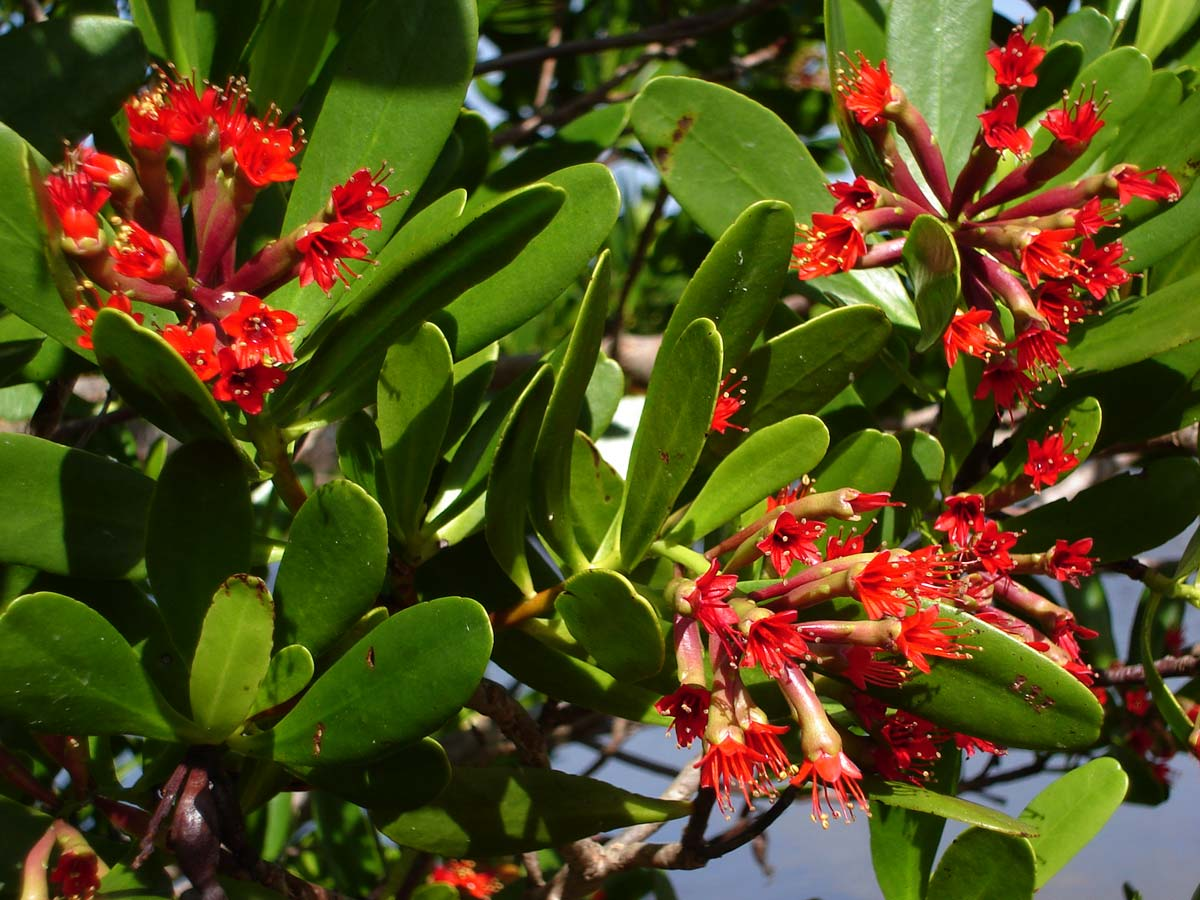
Lumnitzera littorea bloesem
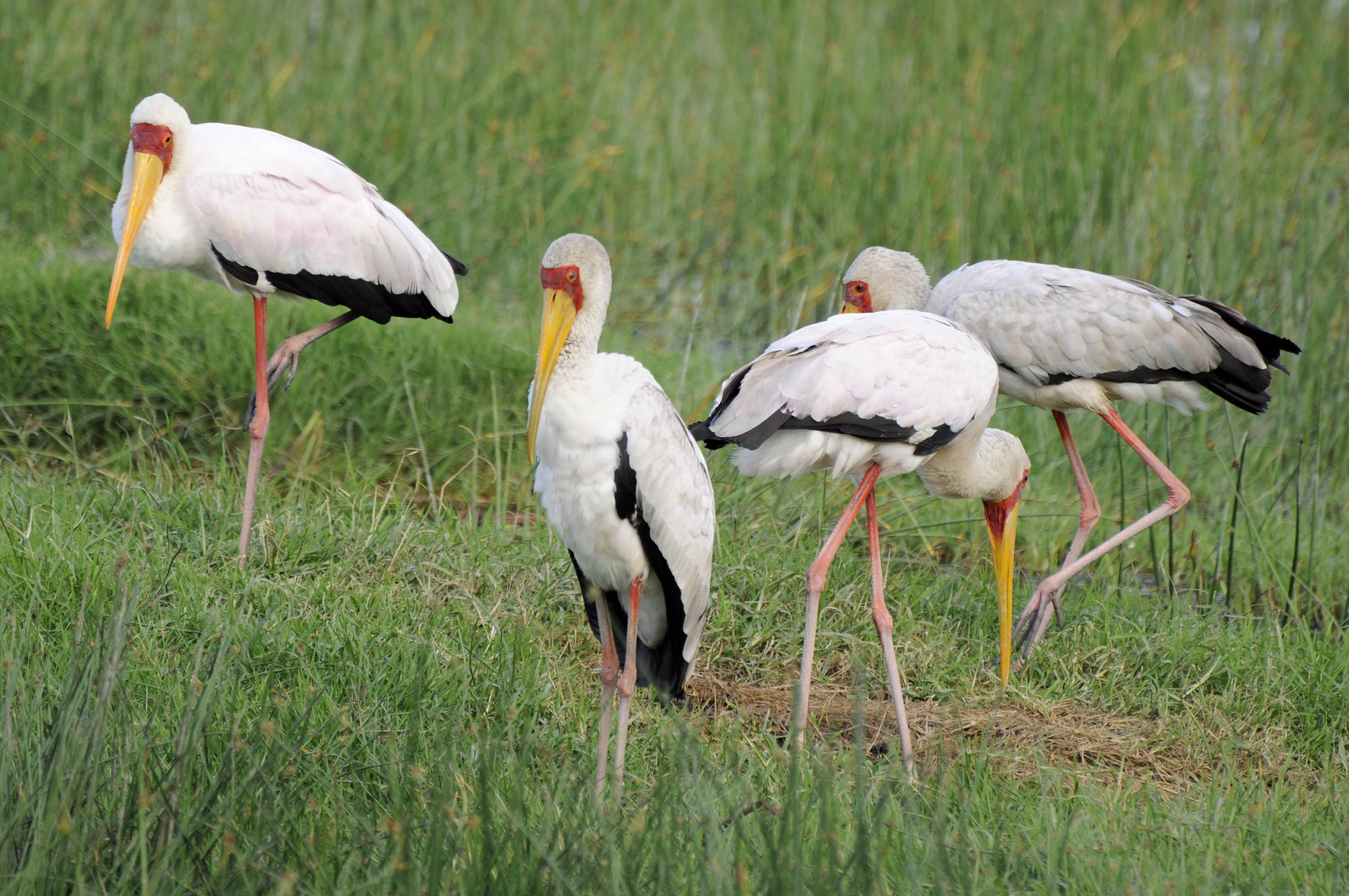
Mycteria ibis
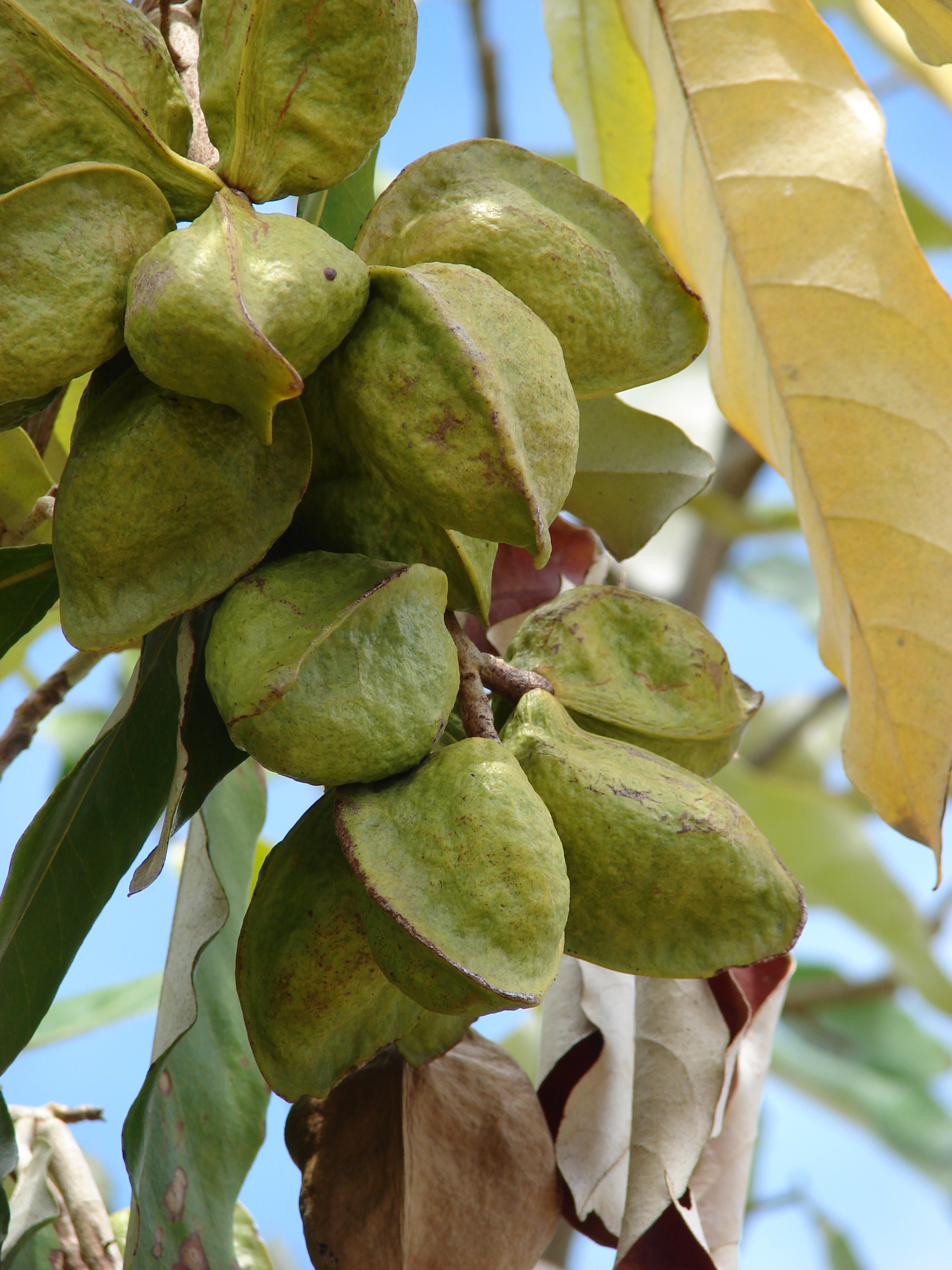
Heritiera littoralis vruchten
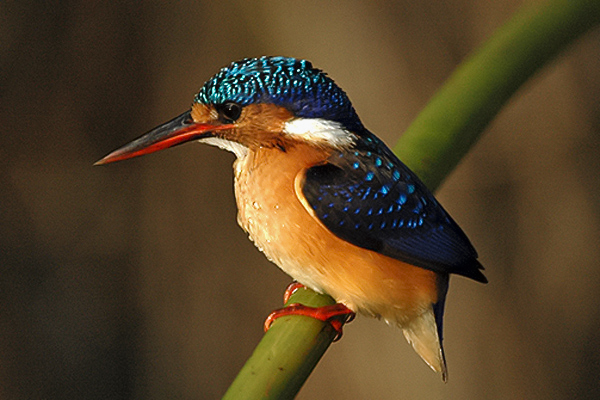
Corythornis cristatus